# Eduard von Kindinger
Eduard von Kindinger (25. prosince 1833 Milán – 26. dubna 1906 Terst) byl rakousko-uherský, respektive předlitavský státní úředník a politik, v roce 1899 krátce ministr spravedlnosti Předlitavska ve vládě Manfreda Clary-Aldringena.

## Biografie
V letech 1851-1855 vystudoval práva na Vídeňské univerzitě a od roku 1855 působil ve státní službě jako státní zástupce a soudce na různých postech. V roce 1884 se stal prezidentem krajského soudu v Trentu. Od roku 1891 působil jako dvorní rada u nejvyššího soudního a kasačního dvora ve Vídni. Od roku 1896 zastával funkci prezidenta zemského soudu v Terstu.
Vrchol jeho politické kariéry nastal v roce 1899, kdy se za vlády Manfreda Clary-Aldringena stal provizorním ministrem spravedlnosti coby správce rezortu. Funkci zastával v období 2. října 1899 – 21. prosince 1899. Čelil silné kritice od českých poslanců, protože reprezentoval vládu, jejíž právní snahy směřovaly k revizi jazykových nařízení předchozích vlád a tudíž ke snížení oficiálního jazykového statusu češtiny ve státní správě a soudnictví.
Po odchodu z vlády se vrátil na post prezidenta zemského soudu v Terstu.